# Atomik
Atomik è un personaggio a fumetti italiano, creato nel 1960 da Luciano Secchi e disegnato da Paolo Piffarerio e, in seguito, da Raffaele Cormio, pubblicato in Italia dall'Editoriale Corno.

## Storia editoriale
Il personaggio comparve già nel 1960 sulla copertina della rivista antologica Viva!, edita dall'Editoriale Corno per soli due numeri, ma le sue storie a fumetti inizieranno a essere pubblicate dello stesso editore solo nel 1962, in appendice agli albi della serie Maschera Nera dove venne edito fino al 1963 per 38 numeri. Fu uno dei primi supereroi italiani (precedenti furono Tanks, creato da Carlo Cossio nel 1945; Misterix, del 1946, di Max Massimino Garnier e Paul Campani; Atlas, 1960, di Luigi Grecchi e Loredano Ugolini; Radar, 1961, di Tristano Torelli e Franco Donatelli).

## Personaggio
Uno scienziato nazista aveva progettato una tuta atomica in grado di rendere invulnerabili e fortissimi i soldati che l'avessero indossata. A guerra finita gli agenti segreti americani indagano su un'organizzazione criminale che intende sfruttare l'invenzione usandola come un'arma per dominare il mondo. Red Norton (vero nome del protagonista) si impossessa dello speciale costume in grado di rendere fortissimo chi lo indossa e la usa per sconfiggere i nemici grazie ai superpoteri. I poteri di Atomik derivano dunque da una invulnerabile tuta (il che rende il personaggio un epigono di Misterix e un antesignano di Iron Man, creato da Stan Lee due anni più tardi). Il principale nemico dell'eroe è il misterioso Dominatore che ha il suo rifugio sull'Himalaya e i cui piani di conquista del mondo sono assecondati dal Professor Diabolicus, il quale progetta per lui armi fantascientifiche.